# Teylers Stichting

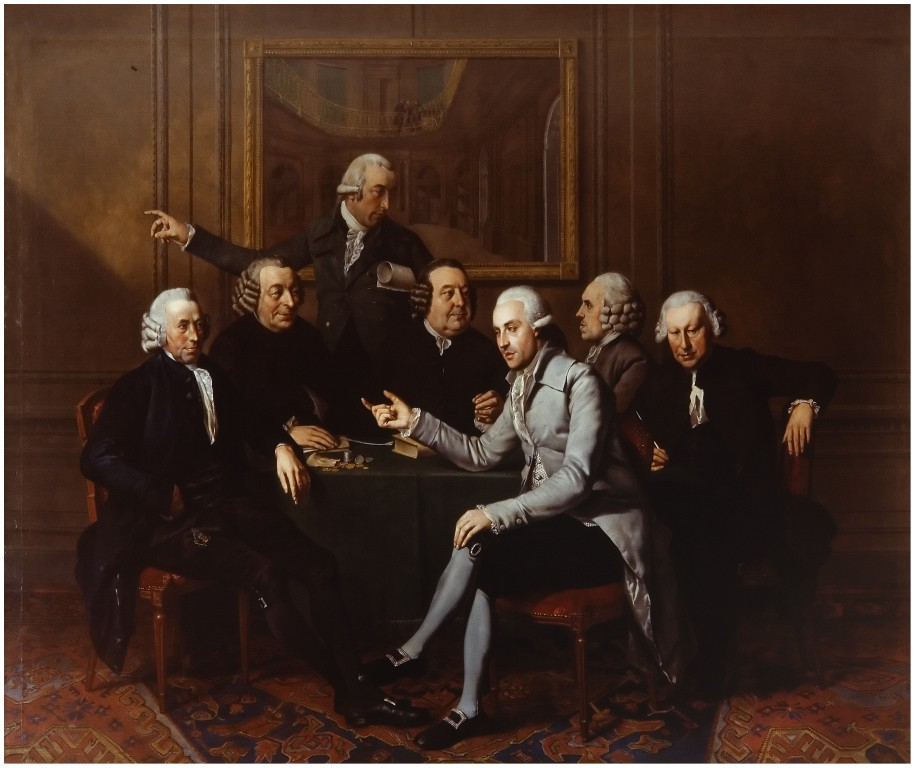
Wybrand Hendriks, Groepsportret van de Directeuren van Teylers Stichting, met hun secretaris en de architect Leendert Viervant, 1786, olieverf op doek; 311 x 258 cm.

De Teylers Stichting is een Nederlandse stichting opgericht om de erfenis te beheren van de 18e-eeuwse Haarlemse laken- en zijdehandelaar, bankier en filantroop Pieter Teyler van der Hulst, ter ondersteuning van behoeftigen en ter aanmoediging van godsdienst, wetenschap en kunst.

## Geschiedenis
Bij zijn overlijden liet Pieter Teyler een omvangrijke collectie munten, boeken, prenten en natuurlijke zeldzaamheden na, plus een flink geldbedrag om dit alles te beheren. Krachtens zijn testament – waarin hij had vermeld dat zijn collectie en vermogen ondergebracht zouden worden in een stichting – werd op 8 april 1778 een stichting opgericht die zijn naam droeg. Deze stichting moest het vermogen beheren ter bevorderingen van Godsdienst, aenmoedigingen van Kunsten en Weetenschappen, en ’t nut van ’t algemeen. In navolging van de eerste doelstellingen werden naast de stichting ook twee genootschappen opgericht, Teylers Eerste Genootschap of Godgeleerd Genootschap en Teylers Tweede Genootschap of Wetenschappelijk Genootschap. De voornaamste bezigheden van beide genootschappen was het uitschrijven van prijsvragen en het verzorgen van voordrachten en discussies.
Tot op de dag van vandaag wordt Teylers Stichting bestuurd door vijf, coöpterende Directeuren. De eerste Directeuren waren vijf, door Teyler zelf aangewezen, vrienden:
- Jacobus Barnaart (1778-1780) (In 1780 opgevolgd door Adriaan van Zeebergh (1780-1824))
- Isaac Brand (1778-1782)
- Gerard Hugaart (1778-1791)
- Antoni Kuits (1778-1789)
- Willem van der Vlugt Sr. (1778-1807)

De vergaderingen van de Directeuren vinden traditioneel plaats in de Grote Herenkamer van het Pieter Teylers Huis (Teylers Fundatiehuis), het voormalige woonhuis van Pieter Teyler in Haarlem.

## Teylers Museum

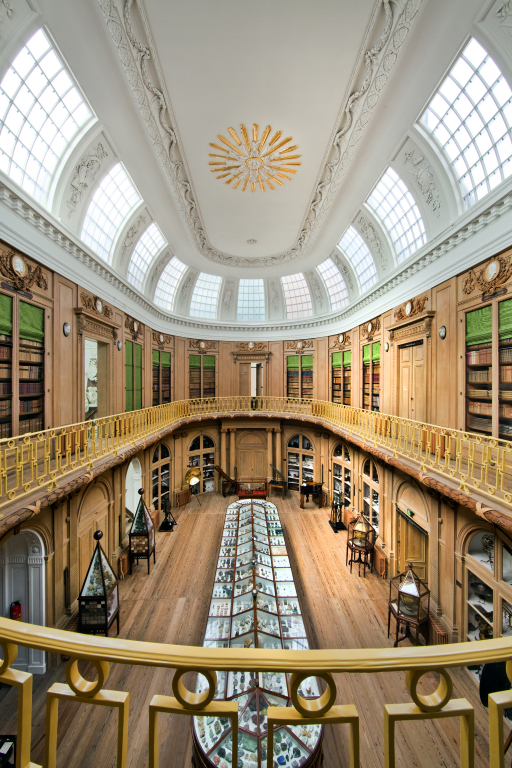
Ovale Zaal (1784) van Teylers Museum

Hoewel in Teylers testament nergens gesproken wordt over de oprichting van een museum werd bij de uitvoering van Teylers testament als eerste besloten om achter het Fundatiehuis aan de Damstraat een openbaar museum annex bibliotheek te bouwen. In 1779 kreeg de Amsterdamse bouwmeester Leendert Viervant (1752-1801) de opdracht tot het ontwerpen van een boek- en konstzael. Vijf later waren de werkzaamheden afgerond en werd de fraai gedecoreerde Ovale Zaal opgesteld voor bezoekers.
Voor het beheer van Teyler’s Physisch en Naturaliën Kabinetten en Bibliotheek werd Martinus van Marum als conservator aangesteld. Kort na zijn aanstelling wist Van Marum – met steun van leden van het Tweede Genootschap – om voor 3250 gulden een grote elektriseermachine aan te schaffen.
Teylers Stichting is eigenaar van Teylers Museum. Nadat het museum in 1981 erkend werd als museum van nationaal belang werd het beheer van het museum door middel van een convenant overgedragen aan de Stichting tot Beheer en Instandhouding van Teylers Museum. Twee van de zes leden van Teylers Stichting hebben zitting in de Raad van Toezicht van Teylers Museum.

## Teylers Hofje
Na de dood van zijn vrouw vestigde Pieter Teyler van der Hulst al een hofje in 1752. Dit 'Hofje aan het Klein Heiligland' was gevestigd op het terrein van het huidige Vrouwe- en Antonie Gasthuys. Daarnaast had hij in zijn testament bepaald dat er een nieuw hofje gebouwd moest worden aan het Spaarne. In september 1780, toen de bouw van de Ovale Zaal nog in volle gang was, gaven de Directeuren van de Stichting opdracht aan Viervant om de eerste tekeningen te vervaardigen voor uitbreiding van het 'Hofje aan het Klein Heiligland'.
Tot de uitvoering van deze plannen is het nooit gekomen. In 1784 werd de brouwerij 'Het Hoefijzer' aan de Koudenhorn aangekocht en in september 1784 legde Viervant de eerste schetsen van het huidige Teylers Hofje aan de Directeuren voor. Op basis van Viervants bouwtekeningen maakte Dirk Vreedenburg vervolgens tussen februari en april 1785 een houten maquette van het voorgebouw. Kort daarna werd begonnen met de bouw van het complex. Op 13 april 1787 was men hiermee zover gevorderd dat de 24 huisjes aan de toekomstige bewoonsters werden toegewezen, die deze enkele weken later betrokken.

## Lijst van directeuren
Directeuren Teylers Stichting De eerste vijf directeuren aangewezen door Pieter Teyler van der Hulst in zijn testament:
- Jacobus Barnaart (1778-1780)
- Isaac Brand (1778-1782)
- Gerard Hugaart (1778-1791)
- Antoni Kuits (1778-1789)
- Willem van der Vlugt Sr. (1778-1807)

De opvolgers gekozen via co-optatie:
- Adriaan van Zeebergh (1780 - 1824)
- Jan Herdingh (1782 - 1822)
- Bartel Willem van der Vlugt (1789 - 1839)
- Abraham Hugaart Heems (1791 - 1827)
- Koenraad Hovens (1807 - 1817)
- Willem van der Vlugt (1817 - 1849)
- Vincent Loosjes (1822 - 1841)
- Laurens van Oukerke (1824 - 1835)
- Sybren Klazes Sybrandi (1827 - 1854)
- Vincent van der Vlugt (1835 - 1867)
- Willem van Walré (1839 - 1872)
- Vincent Pzn Herdingh (1841 - 1858)
- Laurens van Hulst (1850 - 1851)
- Jan van der Vlugt (1851 - 1889)
- Carel Godfried Voorhelm Schneevoogt (1854 - 1877)
- Klaas Sybrandi (1858 - 1872)
- Alexander Herdingh (1867 - 1906)
- Willem van Oorde (1872 - 1888)
- Louis Paul Zocher (1872 - 1915)
- Pieter Loosjes (1877 - 1910)
- Daniel de Haan (1889 - 1895)
- Anthonie Wilhelm Thöne (1889 - 1921)
- Jacobus Johannes van Oorde (1895 - 1924)
- Jan Adriaan Fontein (1906 - 1941)
- Pieter Dozy (1910 - 1918)
- Vincent Loosjes II (1915 - 1931)
- Wopco Cnoop Koopmans (1918 - 1946)
- Jan Cornelis Tadema (1921 - 1961)
- Carsten Wilhelm Thöne (1924 - 1969)
- Jan Willem van der Vlugt (1931 - 1963)
- Addick Adrianus Gosling Land (1941 - 1949)
- Theodoor August Wesstra (1946 - 1969)
- René Fontein (1949 - 1963)
- Pieter Jacob Zondervan (1961 - 1973)
- Hendrik Eliza Stenfert Kroese (1963 - 1984)
- Cornelis Wilhelmus Derk Vrijland (1963 - 1987)
- Leo van Nouhuys (1969 - 1981)
- Gerhard Beets (1970 -1979)
- Lodewijk Herbert Schimmelpenninck (1973 - 1978)
- Herman Diederic de Vries Robbé (1979 - 1997)
- Jean Louis Bienfait (1980 - 1998)
- Gijsbrecht Norman Alexis Le Poole (1981 - 1992)
- Johanna Alida van Imhoff-Scheltema (1984 - 2004)
- Oscar Rudolf van den Bosch (1987 - 1998)
- Theodoor Beels (1992 - 2001)
- Cornelis Gerrit Anton van Wijk (1997 - 2016)
- Joosje Reinalda Beets-Hehewerth (1998 - 2014)
- Johannes Jacob van Es (1998 - 2015)
- John Eric Trip (2001 - 2016)
- Renée Anne Marie van Voorst van Beest-Gunst (2004 - 2017)
- Edzo Hommo Huisman (2014 – heden)
- Frederike Elisabeth van Citters-van de Grampel (2015 – heden)
- Sico Cornelis Teves (2016 – heden)
- Sjoerd Michiel Verduyn Lunel (2016 – heden)
- Henrietta Bertha Beeksma-Romijn (2017 – heden)